# Zakłady Naprawcze Taboru Kolejowego w Łapach
Zakłady Naprawcze Taboru Kolejowego w Łapach S.A. – rozwiązana spółka akcyjna zajmująca się naprawą, modernizacją i budową taboru kolejowego, głównie dla PKP Cargo, w której od lipca 2009 do lipca 2016 prowadzone było postępowanie likwidacyjne. Zakłady były największym pracodawcą w Łapach.

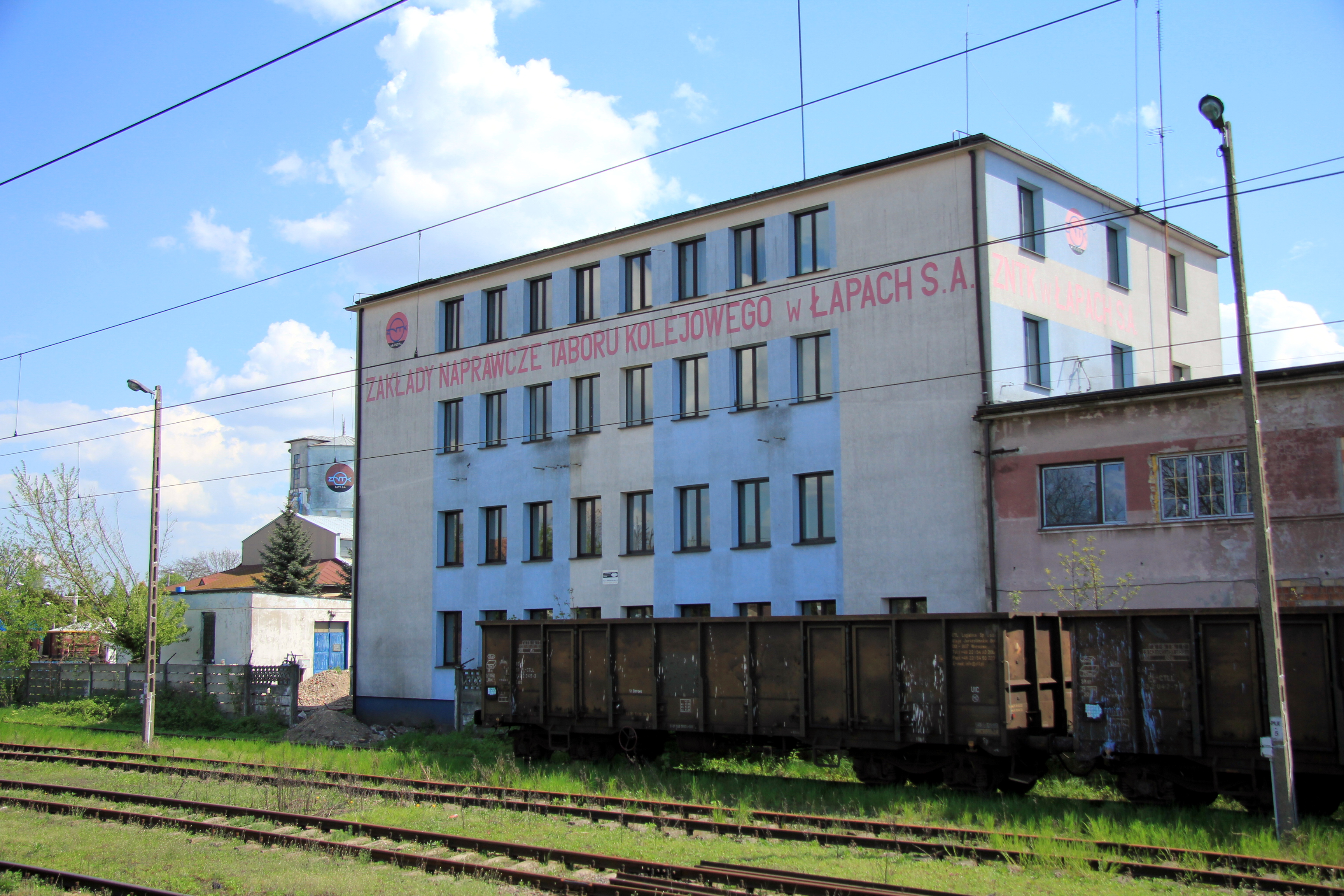
Budynek ZNTK

## Historia
- 1861/62 – Towarzystwo Główne Rosyjskich Dróg Żelaznych zrealizowało budowę kolei warszawsko-petersburskiej na odcinku Łapy – Białystok.
- 15.12.1862 – została uroczyście uruchomiona linia kolejowa Warszawa – Białystok.
- 1864 – na stacji i w Zakładach, które nosiły nazwę Depot de Lapy, zatrudnionych było 270 osób.
- 1870 – zarząd nad stacją kolejową i „Depo” przejęła spółka francusko-belgijska.
- 1905 – „Depo” powiększone zostało o nową halę parowozową, kuźnię i kotlarnię. Został uruchomiony dział mechaniczny.
- 10.01.1919 – Warsztaty Kolejowe Wydziału Mechanicznego w Łapach zostały przejęte przez pierwszą polską administrację Zarządu PKP w Wilnie.
- 03.05.1919 – zmiana nazwy na Główne Warsztaty Kolejowe Dyrekcji Wileńskiej.
- 1925 – uruchomiono odlewnię żeliwa.
- 1929 – Warsztaty Główne zostały zaliczone do klasy I, zatrudnionych ok. 2000 osób.
- 2.09.1939 – Niemcy dokonali nalotu bombowego.
- 8.09.1939 – nastąpiła ewakuacja maszyn oraz części personelu w kierunku na Wołkowysk.
- 26.09.1939 – wejście do Łap jednostek Armii Czerwonej.
- 01.08.1941 – warsztaty przemianowane na Reichsbahnusbesserungswerk Lapy, zostały przejęte przez administrację niemiecką.
- 1942 – zbudowana została hala napraw parowozów i przesuwnica obrotowa, a także 3 hale drewniane: regeneracji i montażu parowozów i majstrownia elektromechaniczna.
- 30.07.1944 – Brandkommando dokonało likwidacji Warsztatów.
- 16.08.1944 – wejście Armii Czerwonej do Łap.
- 31.10.1951 – Minister Komunikacji powołał do życia przedsiębiorstwo państwowe Zakłady Naprawcze Taboru Kolejowego „Łapy” w Łapach.
- 1960 – zbudowano halę części zamiennych wagonów. Dziesięć lat później oddano do użytku resorownię.
- 1969 – ZNTK Łapy rozpoczęły naprawę wyłącznie wagonów towarowych. Została zbudowana hala napraw wagonów.
- 1.07.1982 – ZNTK Łapy zostały połączone z przedsiębiorstwem PKP.
- 1991 – wszystkie Zakłady Naprawcze Taboru Kolejowego zostały wydzielone ze struktury PKP. Powstało przedsiębiorstwo państwowe pod nazwą Zakłady Naprawcze Taboru Kolejowego w Łapach.
- 1994 – Minister Przekształceń Własnościowych aktem notarialnym przekształcił Przedsiębiorstwo Państwowe ZNTK w Łapach w jednoosobową Spółkę Skarbu Państwa pod nazwą ZNTK w Łapach S.A.
- 1995 – decyzją Sądu Rejonowego dla miasta Warszawy akcje Skarbu Państwa zostały wniesione do NFI. Z tą datą ZNTK w Łapach S.A. przestały być jednoosobową spółką Skarbu Państwa.
- 1997 – ZNTK w Łapach S.A. wprowadziły do regulowanego pozagiełdowego, wtórnego, publicznego obrotu papierami wartościowymi 1.699.000 akcji zwykłych[2].
- 7.12.2000 – powstała spółka pracownicza TOWAG Sp. z o.o., a jej współwłaścicielami są pracownicy ZNTK w Łapach S.A. Spółka wykupiła akcje należące dotychczas do Skarbu Państwa oraz Funduszy Inwestycyjnych.
- 7.11.2007 – akcje spółki ZNTK Łapy SA zadebiutowały na Giełdzie Papierów Wartościowych (GPW). W pierwszym dniu notowań kurs akcji wyniósł 33 zł. GPW dopuściła do obrotu na rynku równoległym 1.227.137 akcji serii A, czyli 100% kapitału akcyjnego ZNTK Łapy SA[2].
- 19.06.2009 – zarząd spółki złożył wniosek o ogłoszenie upadłości obejmujący likwidację majątku spółki.
- 28.07.2009 – Gospodarczy Sąd Rejonowy w Białymstoku ogłosił upadłość likwidacyjną Zakładów Naprawczych Taboru Kolejowego SA w Łapach[3].
- 6.02.2010 – nastąpiło ze zniesienie dematerializacji wszystkich akcji, w konsekwencji akcje spółki zostały wycofane z obrotu na giełdzie[4]
- 6.07.2016 – wykreślenie z rejestru przedsiębiorców[5].